# Zachary Garred
 (juillet 2016).
Si vous disposez d'ouvrages ou d'articles de référence ou si vous connaissez des sites web de qualité traitant du thème abordé ici, merci de compléter l'article en donnant les références utiles à sa vérifiabilité et en les liant à la section « Notes et références ».
Zachary Garred, né le 13 décembre 1986 à Newcastle en Nouvelle-Galles du Sud, est un acteur et producteur australien, connu principalement pour son rôle de Brett Miller dans la série fantastique australienne Correspondant express.

## Filmographie

### Cinéma
- 2008 : Les Dieux de la vague (film dramatique) : Kurt

### Télévision
- 2004 : Correspondant express (Foreign Exchange) (série télévisée) : Brett Miller (rôle principal)
- 2005 : Summer Bay (Home and Away) (série télévisée) : Bert Biddle (5 épisodes)
- 2006 : Blue Water High : Surf Academy (série télévisée) : Luke (1 épisode)
- 2006 : Two Twisted (en) (série télévisée) : Daniel (1 épisode)
- 2008 : All Saints (en) (série télévisée) : Aiden Bradbury (1 épisode)
- 2008 : Scorched (en) (téléfilm) : Jade Hall
- 2008 : Out of the Blue (en) (série télévisée) : Craig
- 2014 : Hôpital central (General Hospital) : Levi Dunkleman
- 2015 : NCIS : Los Angeles (série télévisée) (Épisode 12 saison 6) : Homme masqué #12